# 玛丽·萨里宁
玛丽·萨里宁（芬蘭語：Mari Saarinen，1981年7月30日—），芬兰女子冰球运动员。她曾代表芬兰参加2006年和2010年冬季奥林匹克运动会冰球比赛，其中2010年奥运会获得一枚铜牌。